# فرمان بارباروسا

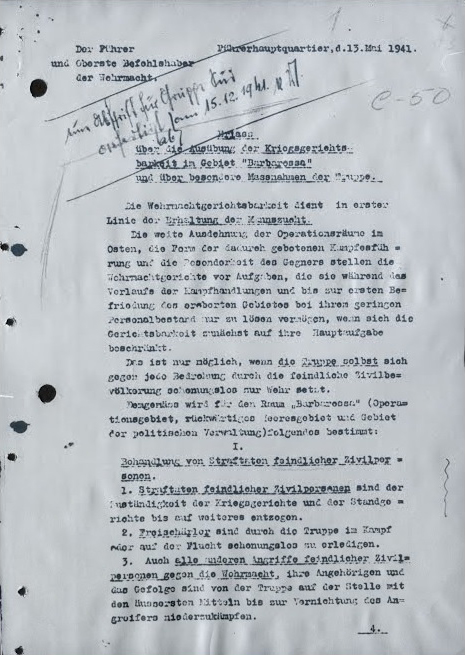
صفحه اول فرمان

فرمان بارباروسا (انگلیسی: Barbarossa decree) یکی از فرمان‌های جنایی (آلمان نازی) ورماخت بود که در ۱۳ مه ۱۹۴۱، کمی قبل از عملیات بارباروسا، تهاجم به اتحاد جماهیر شوروی، صادر شد. این فرمان توسط آدولف هیتلر در طی یک نشست عالی‌رتبه با مقامات نظامی در ۳۰ مارس ۱۹۴۱ صادر شد، جایی که او اعلام کرد که جنگ علیه شوروی یک جنگ نابودی است که در آن نخبگان سیاسی و فکری روسیه توسط نیروهای آلمانی ریشه‌کن خواهد شد تا پیروزی طولانی مدت آلمان تضمین شود.